# Power of the Dollar
Albums de 50 Cent
Guess Who's Back?
(2002)
Singles
1. How to Rob
Sortie : 10 août 1999
2. Thug Love
Sortie : 21 septembre 1999
3. Life's on the Line
Sortie : 1999

Power of the Dollar est l'album qui aurait dû révéler le rappeur 50 Cent au grand public, s'il n'avait pas été victime d'une fusillade, ce qui lui a valu d'être lâché par sa maison de disques, Columbia Records. Cette fusillade a lieu quelques jours avant le tournage du clip de Thug Love et peu de temps avant la sortie programmée de l'album par Columbia.
L'album est largement produit par les Trackmasters. Certains morceaux se retrouveront d'ailleurs sur la compilation Guess Who's Back? sortie en 2002, qui tombera entre les mains d'Eminem et qui décidera ce dernier à signer 50 Cent sur son label, Shady Records.

## Liste des titres
| 1.  | Intro |                                                         | | 1:11 |
| 2.  | The Hit (Produit par Randy Allen)                                                                          |                                                         | | 3:41 |
| 3.  | The Good Die Young (Produit par Al West)                                                                   |                                                         | You Are Number One des Whispers                                                                              | 4:02 |
| 4.  | Corner Bodega (Coke Spot) (Produit par L.E.S.)                                                             |                                                         | I Want'a Do Something Freaky to You de Leon Haywood                                                          | 1:36 |
| 5.  | Your Life's on the Line (Produit par Terence Dudley)                                                       | Dudley and Jackson                                      | | 3:38 |
| 6.  | That Ain't Gangsta (Produit par Trackmasters)                                                              |                                                         | The Streets of San Francisco d'Henry Mancini                                                                 | 3:25 |
| 7.  | As the World Turns (featuring Bun B – Produit par Red Spyda)                                               | Ron Francois                                            | | 4:20 |
| 8.  | Ghetto Qu'ran (Forgive Me) (Produit par Trackmasters)                                                      | Jackson                                                 | Stop, Look, Listen (To Your Heart) de Diana Ross et Marvin Gaye Ooh-Yeah de Lee Ritenour                     | 4:34 |
| 9.  | Da Repercussions (Produit par Gowdy)                                                                       |                                                         | UFO by ESG (1981)                                                                                            | 3:28 |
| 10. | Money by Any Means (featuring Noreaga – Produit par Trackmasters et Teflon)                                |                                                         | | 4:03 |
| 11. | Material Girl (featuring Dave Hollister – Produit par Trackmasters)                                        |                                                         | | 4:35 |
| 12. | Thug Love (featuring Destiny's Child – Produit par Rashad Smith, Joshua Michael Schwartz et Brian Koerulf) | Jackson, Koerulf, Schwartz, Smith                       | | 3:16 |
| 13. | Slow Doe (Produit par Trackmasters)                                                                        |                                                         | | 3:54 |
| 14. | Gun Runner (featuring Black Child – Produit par Trackmasters)                                              | Jackson                                                 | | 1:55 |
| 15. | You Ain't No Gangsta (Produit par Sha Self)                                                                | Clervoix, Jackson                                       | | 3:37 |
| 16. | Power of the Dollar (Produit par Trackmasters)                                                             |                                                         | My Eyes Adored You de Frankie Valli Impeach the President des Honey Drippers                                 | 3:26 |
| 17. | I'm a Hustler (Produit par DJ Scratch)                                                                     | Elliot, Jackson, Jacobs, Moore, Philips, Spivey, Styles | Mellow Mood (Pt. 1) de Barry White Where I'm From de Jay-Z Artifacts of Life de Rufus Blaq featuring The LOX | 3:55 |
| 18. | How to Rob (featuring The Madd Rapper – Produit par Trackmasters)                                          | Angelettie, Barnes, Casey, Jackson, Olivier             | | 4:25 |

| 1. | Thug Love (Produit par Rashad Smith, Joshua Michael Schwartz, Brian Koerulf) | Jackson, Koerulf, Schwartz, Smith                       | | 3:16 |
| 2. | I'm a Hustler (Produit par DJ Scratch)                                       | Elliot, Jackson, Jacobs, Moore, Philips, Spivey, Styles | | 3:46 |
| 3. | Da Heatwave (featuring Noreaga – Produit par Erick Sermon)                   |                                                         | | 3:56 |
| 4. | Your Life's on the Line (Produit par Terence Dudley)                         | Dudley, Jackson                                         | Nigga Bridges d'Onyx | 3:44 |
| 5. | How to Rob (Produit par Trackmasters)                                        | Angelettie, Barnes, Casey, Jackson, Olivier             | I Get Lifted de George McCrae This Is Serious PSA de Long Island Poison Control Did You Ever Think (Remix) de R. Kelly featuring Nas Just Playing (Dreams) de The Notorious B.I.G. Horse & Carriage de Cam'ron featuring Ma$e Uptown Anthem de Naughty by Nature Nuttin' but Love d'Heavy D & the Boyz | 4:24 |